# クロアチア鉄道

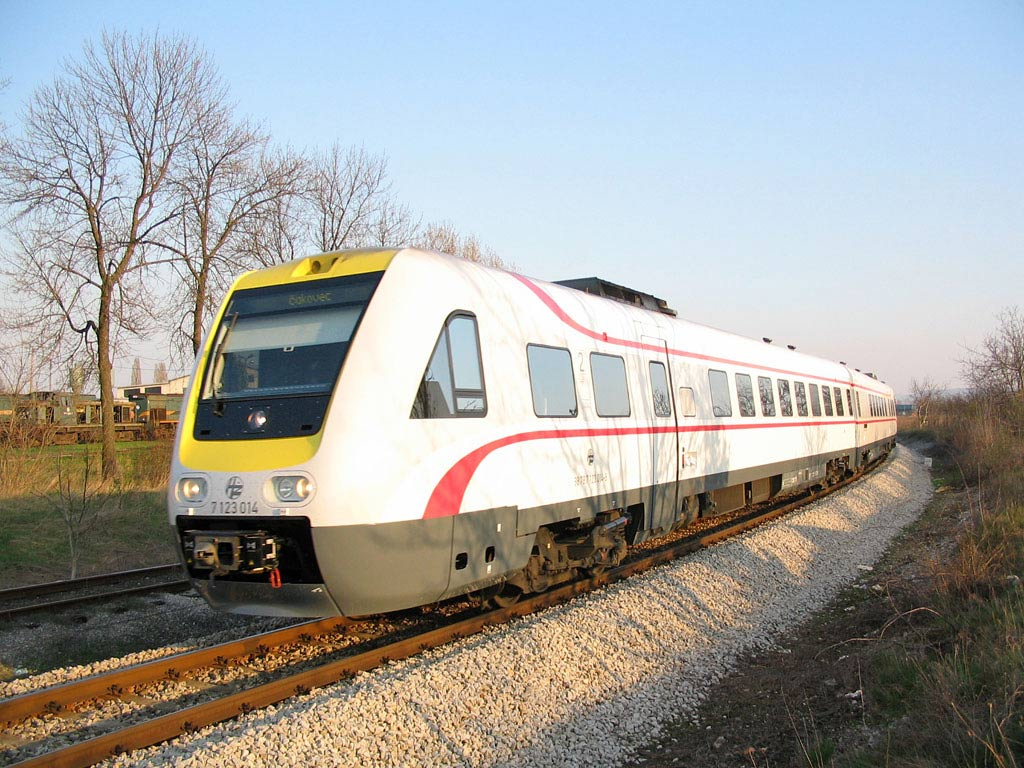
新型振り子式車両のレギオスウィンガー、ICN

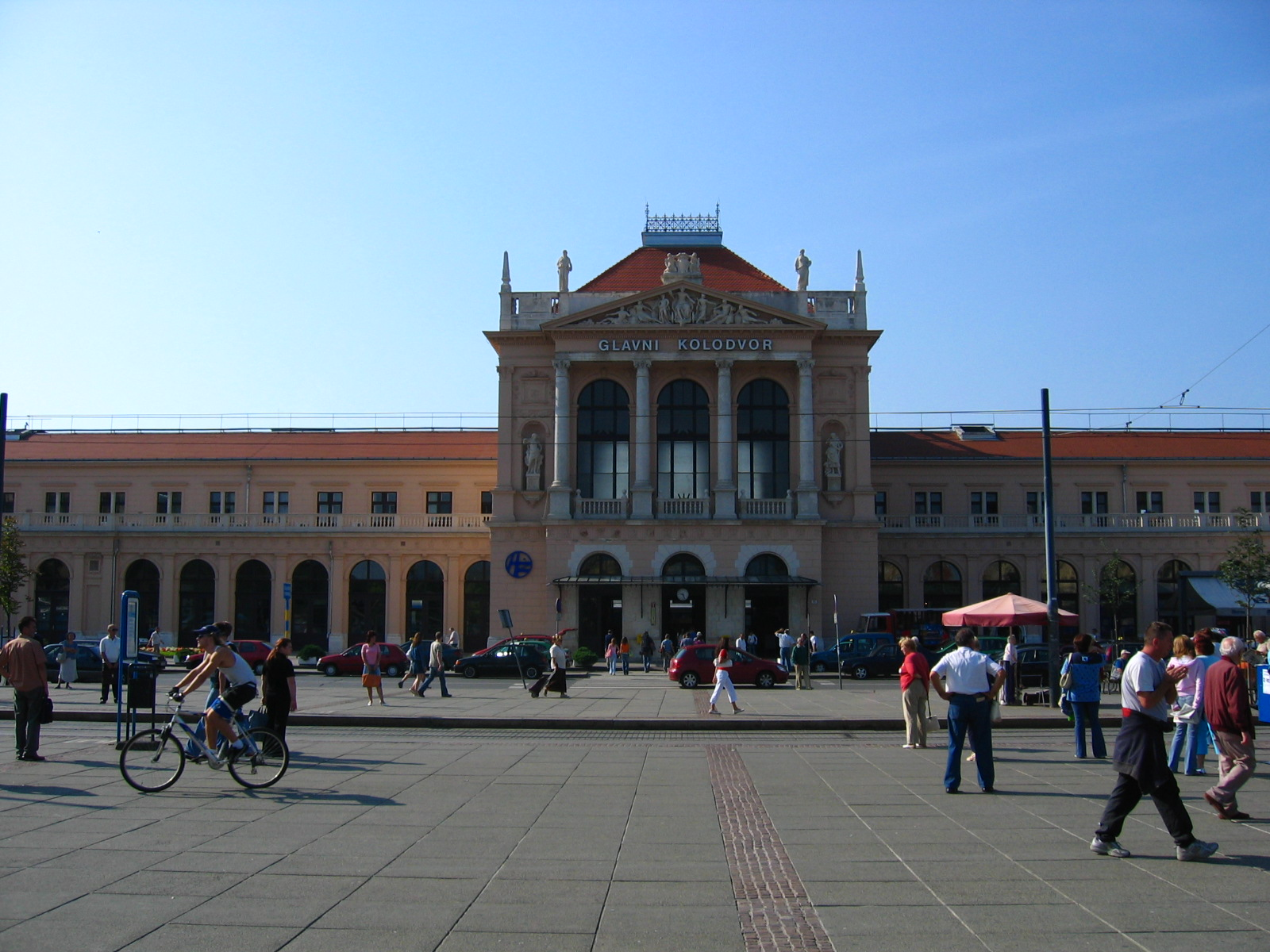
ザグレブ中央駅

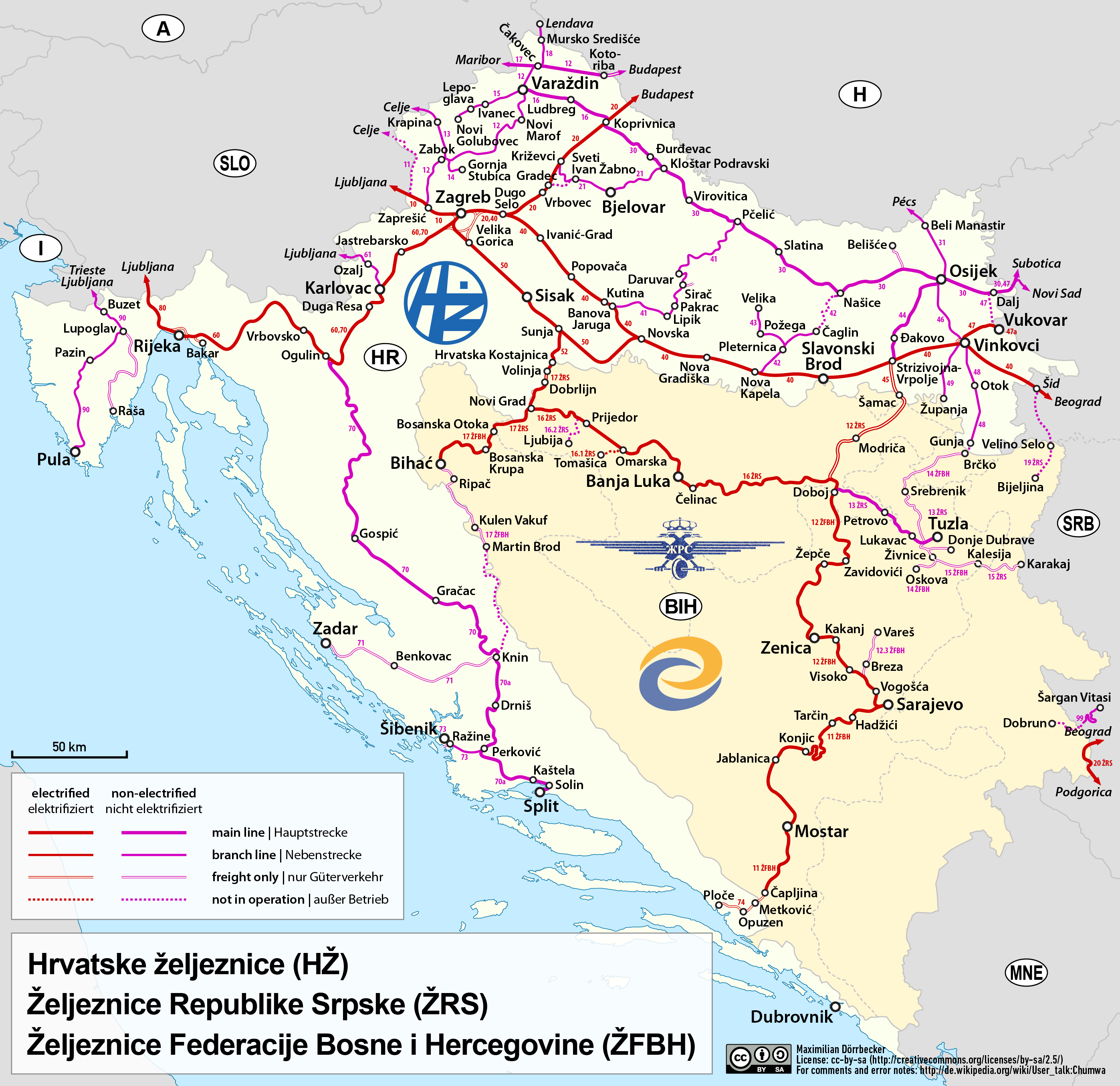
路線網

クロアチア鉄道（クロアチア語: Hrvatske željeznice, HŽ） は、クロアチアがユーゴスラビア連邦から独立した後に成立した国有鉄道である。

## 路線網
2004年現在、2,974kmの路線延長を有し、うち248kmが複線化、1,228km（41.3%）が電化されている。
電化方式は、ユーゴスラビア時代は直流3kVであったが、その後のザグレブ - ベオグラード間の近代化に際しては交流25kV/50Hzが用いられ、直流電化路線の交流電化への変更も行われた。それでも直流電化路線が存在しているため、クロアチア鉄道は交直両用の電気機関車の導入を検討している。
主な路線としては、首都のザグレブを中心として以下のとおりである。
- M101号線：ザグレブ - サヴスキ・マロフ（→リュブリャナ）
- M102号線、M103号線、M105号線：ザグレブ - トヴァルニク（→ベオグラード）
- ザグレブからコプリヴニツァ (Koprivnica) を経由しオシエク (Osijek) へ
- ザグレブからリエカ (Rijeka) へ
- ザグレブからスプリト (Split) へ

この他にも、近隣国のスロベニア、ハンガリー、ボスニア・ヘルツェゴビナ、セルビアへ通じる路線がある。

## 路線の改良と高速化
クロアチア鉄道は、緊急に近代化の必要がある。ユーゴスラビア連邦の解体後、鉄道設備には最小限の投資しかなされてこなかった。主要幹線の多くは単線・非電化である。さらに国土が平地が少なく山がちなこともあって、急勾配、急曲線が多いため、列車の速度は遅い。
最近10年間では改良も行われており、自動車の利便性に対抗できる水準まで、鉄道を改善することが目指されている。
現在、国内の営業最高速度は160km/hで、試験運転では185km/hである。線路改良により、ザグレブ - ヴィンコヴツィ間の路線では、最高速度が80km/hから120km/hさらに160km/hに引き上げられた。
近年はボンバルディア社の製造による新型振り子式車両のレギオスウィンガーが導入され、2大都市であるザグレブとスプリトを結ぶ山間路線などで用いられている。列車名はICN（InterCity Nagibni、振り子式インターシティ特急）この区間の所要時間は、それまでの9時間から5時間半に短縮され、車内設備も改善されて快適になった。この車両は、他の諸都市に向けてさらに運用を拡充する計画がある。
さらに、高速鉄道を拡大する計画もある。カルロヴァツ - リエカ間に新線を建設し、ハンガリー国境からカルロヴァツまでは在来線を改良する事業が2007年に着工されており、全線電化し、高速化とリエカの港湾から東ヨーロッパ内陸部への貨物輸送の改善を目指している。